# Assé-le-Riboul
Assé-le-Riboul é uma comuna francesa na região administrativa do País do Loire, no departamento de Sarthe. Estende-se por uma área de 16.77 km². Em 2010 a comuna tinha 926 habitantes (densidade: 55,2 hab./km²).